# Степовое (Лиманский район)
Степовое (укр. Степове) — посёлок, относится к Лиманскому району Одесской области Украины.

## История
Основано в качестве еврейской земледельческой колонии Сельхозар («Сельскохозяйственная артель»).
В ходе Великой Отечественной войны в 1941—1944 годы селение находилось под немецко-румынской оккупацией.
В июле 1995 года Кабинет министров Украины утвердил решение о приватизации находившегося здесь совхоза.
Население по переписи 2001 года составляло 170 человек.

## Местный совет
67540, Одесская обл., Лиманский р-н, с. Кремидовка, ул. Грушевского, 56